# Gmina Zagvozd
Gmina Zagvozd (chorw. Općina Zagvozd) – gmina w Chorwacji, w żupanii splicko-dalmatyńskiej. W 2011 roku liczyła 1188 mieszkańców.

## Miejscowości
Gmina składa się z następujących miejscowości:
- Biokovsko Selo
- Krstatice
- Rašćane Gornje
- Rastovac
- Zagvozd
- Župa
- Župa Srednja

## Historia
W latach 1941–1945 Zagvozd należał do Niepodległego Państwa Chorwackiego. Z zapisów wynika, że podczas II wojny światowej w Zagvozdzie i Rastovcu straciło życie co najmniej 190 ludzi.
Wieś była miejscem masakry z 1945 roku w której życie straciło 18 osób. Szczątki ofiar zostały odkryte w 2005. Analiza DNA przeprowadzona w Splicie ujawniła tożsamość trzech ofiar, którymi byli franciszkanie z miejscowości Široki Brijeg leżącej obecnie w Bośni i Hercegowinie. W 2007 roku, w gminie odbył się pochówek 15 ciał.

## Zarządzanie
Samorząd gminy liczy pięciu członków a rada miejska jedenastu.  